# Avapritinib
L'avapritinib est un médicament utilisé dans le traitement de la mastocytose. Il est vendu sous le nom de marque Ayvakit.

## Usage médical
Il s'agit d'un inhibiteur de la tyrosine kinase qui bloque l'activité du PDGFRA.
Il est utilisé pour traiter la mastocytose systémique et les tumeurs stromales gastro-intestinales. Dans cette dernière indication, il est utilisé dans les cas présentant une mutation de l'exon 18 du récepteur du facteur de croissance dérivé des plaquettes A. Le médicament est pris par voie orale.

## Effets secondaires
Les plus courants sont des nausées, unefatigue, uneanémie, des eodèmes, un taux élevé de bilirubine, une diarrhée ou des pertes de mémoire. D'autres effets secondaires peuvent inclure un épanchement pleural ou une hémorragie cérébrale,. 
L'utilisation de ce médicament pendant la grossesse peut nuire au fœtus. 

## Histoire
Le médicament a été approuvé pour un usage médical aux États-Unis et en Europe en 2020,. Au Royaume-Uni, un mois de traitement coûte au NHS environ 26 700 livres sterling en 2021. Aux États-Unis, ce montant coûte environ 34 200 dollars.